# Ramburiella garambana
Ramburiella garambana är en insektsart som beskrevs av Vitaly Michailovitsh Dirsh 1964. Ramburiella garambana ingår i släktet Ramburiella och familjen gräshoppor. Inga underarter finns listade i Catalogue of Life.